# Бундук канадський (Кам'янець-Подільський)
Бунду́к кана́дський — ботанічна пам'ятка природи місцевого значення в Україні. Розташована в межах міста Кам'янець-Подільський, вул. Л. Українки, 63 (територія станції юних техніків). 
Площа 0,01 га. Статус надано згідно з розпорядженням облвиконкому від 11.06.1970 року № 156-р«б». Перебуває у віданні: Станція юних техніків. 
Статус надано з метою збереження цінного декоративного дерева — бундука канадського.